# 贝塞尔帕克
贝塞尔帕克（英語：Bethel Park）是美国宾夕法尼亚州阿勒格尼县的一个自治市镇，是匹兹堡都会区的一个郊區，位于匹兹堡约7英里（11千米）处。其面积11.70平方英里（30.31平方千米），人口为33,577人（2020年）。